# 迪尼翁维尔
迪尼翁维尔（法語：Dignonville，法語發音：[diɲɔ̃vil] ⓘ）是法国大东部大区孚日省的一个市镇，位于该省中部，属于埃皮纳勒区和埃皮纳勒城市圈公共社区。

## 地理
迪尼翁维尔（48°14'37"N, 6°30'20"E）面积5.93 平方千米，位于法国大東部大區孚日省，该省份为法国东北部内陆省份，北起默兹省和默尔特-摩泽尔省，西接上马恩省，南至上索恩省和贝尔福地区省，东临上莱茵省和下莱茵省。
与迪尼翁维尔接壤的市镇（或旧市镇、城区）包括：隆尚、塞克尔、维隆库尔、拜库尔、多涅维尔、塔翁莱孚日。

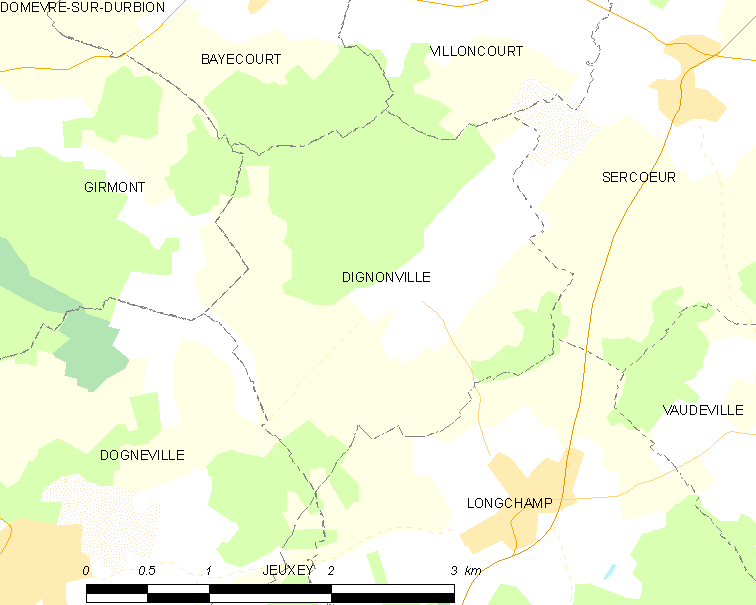
迪尼翁维尔的OSM定位图

迪尼翁维尔的时区为UTC+01:00、UTC+02:00（夏令时）。

## 行政
迪尼翁维尔的邮政编码为88000，INSEE市镇编码为88133。

## 政治
迪尼翁维尔所属的省级选区为埃皮纳勒第二县。

## 人口

1962-2008年间迪尼翁维尔人口变化图示

迪尼翁维尔于2022年1月1日时的人口数量为207人。